# 威廉斯堡 (密西根州)
威廉斯堡（英語：Williamsburg）為美国密西根州大特拉弗斯縣的非建制地區，位於懷特瓦特鎮區中部。
威廉斯堡附近有72號密西根州州道。
密西根州的威廉斯堡位於北纬44度46分25秒，西经85度24分14秒，總面積達138.8平方公里，其中123.9平方公里為土地，其餘為水面。
威廉斯堡總人口中的97.08%為白人，0.93%為印第安人，0.28%為黑人，0.57%為亞洲人。